# Jochen Hieber

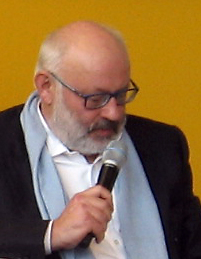
Jochen Hieber auf der Frankfurter Buchmesse 2015

Jochen Hieber (* 30. September 1951 in Aalen) ist ein deutscher Journalist und Sachbuchautor. Er war von 1983 bis 2017 FAZ-Feuilleton-Redakteur und ist Fernseh- und Literaturkritiker.

## Leben
Jochen Hieber besuchte das Schubart-Gymnasium Aalen und absolvierte in den 1970er Jahren ein Germanistik-Studium an der Universität Göttingen. Nach dem akademischen Abschluss arbeitete er als freier Kulturjournalist und schrieb unter anderem Literaturkritiken für Die Zeit, die Süddeutsche Zeitung und den Spiegel. Von 1983 bis zum Eintritt in den Ruhestand war er Feuilleton-Redakteur der FAZ.
Als Sachbuchautor trat Hieber 1994 mit seiner Glossen-Sammlung Wörterhelden, Landvermesser. Aufsätze und Kritiken hervor. Ein Jahr später folgte der Prosa-Band Lieber Marcel. Briefe an Reich-Ranicki, der 2000 in einer erweiterten Neuausgabe herauskam. Als Lehrbeauftragter für Literaturkritik hielt er Seminare an den Universitäten Heidelberg, Frankfurt am Main und Gießen.
In den Jahren von 2001 bis 2005 moderierte Hieber beim MDR die Fernseh-Literatursendung Weimarer Salon. Für die Fußball-Weltmeisterschaft in Deutschland übernahm er von 2003 bis 2006 eine Aufgabe als Kulturbeauftragter. Beim Friedrich-Hölderlin-Preis der Stadt Bad Homburg war er viele Jahre Juryvorsitzender. Für den Literaturpreis der Konrad-Adenauer-Stiftung saß er 1998 in der Jury. Beim Deutschen Hörspielpreis der ARD hatte er von 2011 bis 2014 den Juryvorsitz inne. Zudem saß er in der Jury der SWR-Bestenliste.
In seinem Wohnort Nidda im Wetteraukreis organisierte Hieber über viele Jahre bis 2009 die Literatur-Reihe „Nidda literarisch“, die er 1992 mit gegründet hatte. Seine Nachfolgerin wurde seine Ehefrau, die Lektorin Cordelia Borchardt. Im Mai 2010 bekam Hieber für seine langjährige ehrenamtliche Tätigkeit beim Literatur-Verein Niddas den Hessischen Verdienstorden am Bande verliehen.
Hieber ist verheiratet und hat vier erwachsene Kinder.

## Werke
- „Lieber Marcel“: Briefe an Reich-Ranicki, 1995. (Erweiterte Neuausgabe: Deutsche Verlagsanstalt, München 2000. ISBN 978-3421053671.)
- Wörterhelden, Landvermesser: Aufsätze und Kritiken. Fischer, Frankfurt/M. 1994. ISBN 978-3596125142.
- Martin Walser: Der Romantiker vom Bodensee. wbg Theiss, Darmstadt 2022. ISBN 978-3-8062-4355-0.

## Ehrungen
- Hessischer Verdienstorden am Bande 2010